# إيثانول حيوي

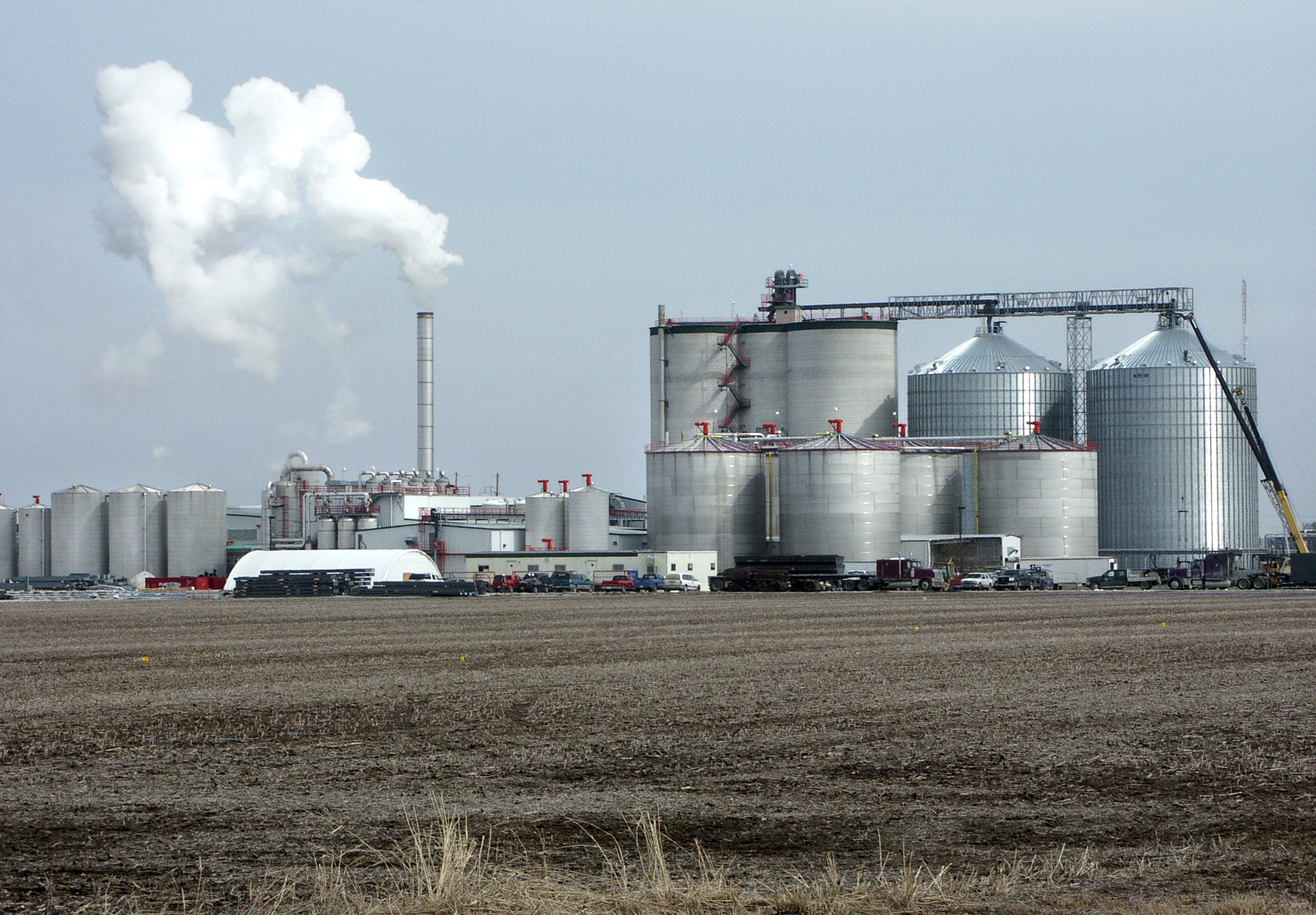
الاثانول النباتية في غرب بيرلينجتون

الإثانول الحيوي أو البيو-إثانول، هو نوع من أنواع الإثانول المستخرجة من مصادر طبيعية أو بيولوجية، ويتم استخدامها كمصدر من مصادر الطاقة وخصوصة كوقود للسيارات.
و بالوقت الحالي، يعتبر من أهم الاكتشافات الحديثة في مجال الطاقات البديلة، الهادفة لتخفيف كميات الغازات السامة المتصاعدة من المراكب السيارة، والمؤذية لطبقة الأوزون وكوكبنا بشكل عام.
إن النباتات بالإجمال، تضم في تكوينها الكيميائي نوعين من أنواع السكريات النشاء والسكروز، والذين يتحولان إلى الإثانول، ونحصل عليه عبر عملية تخمر السكر المستخرج من النباتات السكرية، أو عبر عملية التحليل المائي للنشاء الموجود في الحبوب.
و بالتالي نرى، أن أساس العملية ككل، هو السكر الموجود في داخل النباتات.
هذا الإثانول الذي نتكلم عنه، ليس سوى نوع من أنواع الكحول، الموجود في المشروبات الكحولية (أو المشروبات المسكرة)، ويمكن خلطه مع وقود المركبات السيارة ولكن بنسب مختلفة ما بين ال5 وال85%، وذلك حسب نوعية الوقود المستعملة في كل بلد.
و لكن بجهة عامة، إن النسبة الدنيا لكمية الإثانول التي يجب استعمالها أو خلطها مع الوقود، يجب أن يفوق ال20%. (أي في كل ليتر من الوقود نضع 200 ميليليتر من الإثانول).
و هنا نبدأ برؤية أهمية الإثانول المستخرج، بما إننا نخفض كمية الوقود المستعمل، وبالتالي نخفف ولو قليلا كمية الغازات السامة المتصاعدة.

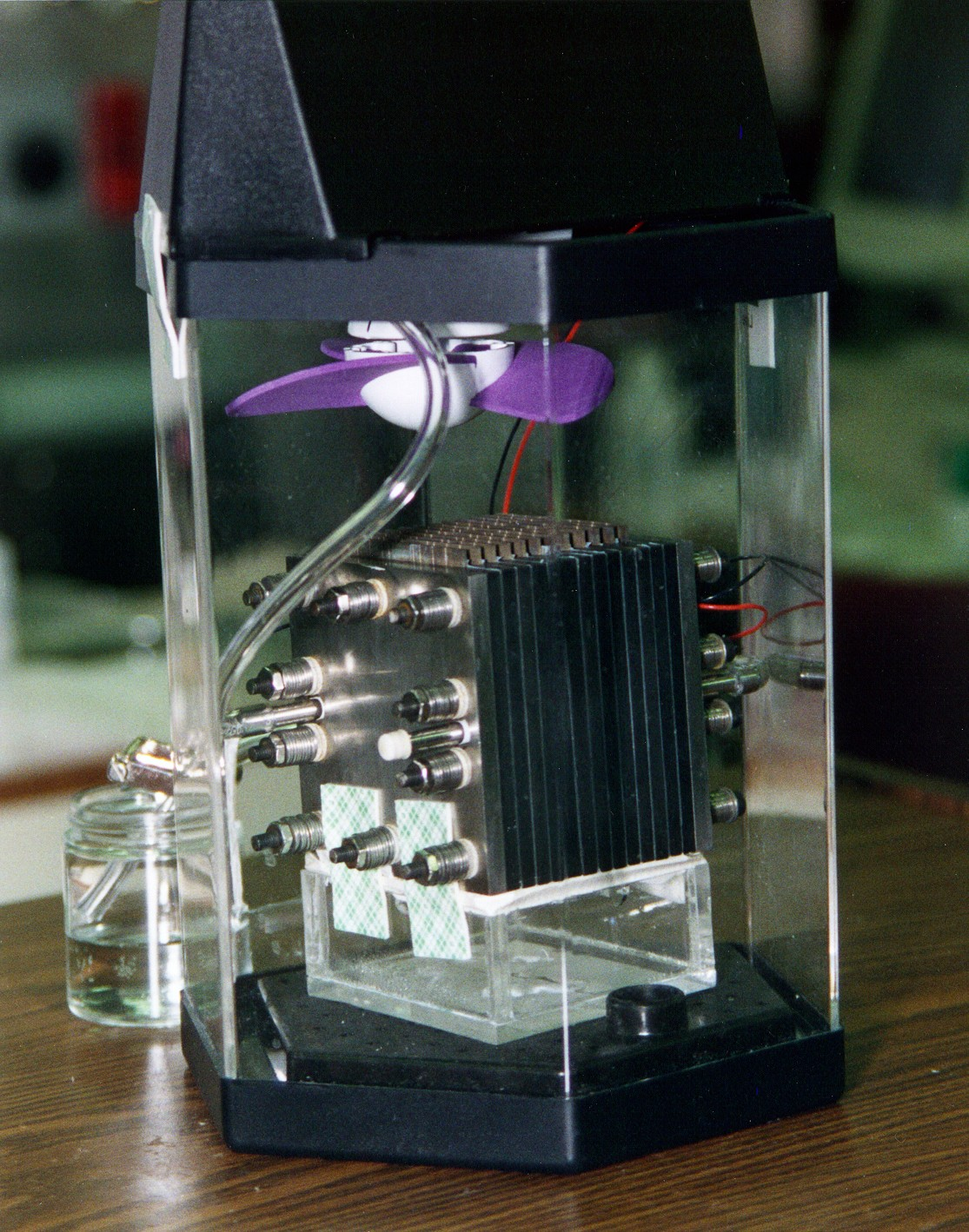
مع الكحول الذي يعمل بخلايا الوقود

## طريقة التحضير في المختبر
إن طريقة تحضير الإثانول تختلف بين المختبر وبين المصانع الكبيرة، ولكن في هذا الجزء سوف نفسر طريقة الاستخراج، التي يمكن أن نقوم بها في المختبرات العادية (مختبرات الجامعة مثلا)، والعملية تتألف من أربعة مراحل:
1. نقوم بطحن حبوب الذرة أو القمح في جرن، والهدف من تلك العملية هو استخراج النشاء الموجود فيهما.
2. يتم مزج الحبوب المستخرجة مع الماء ويسخنان قليلا، ومن ثم نضيف الأنزيم المختص، أو الكفيل بتحويل النشاء إلى سكروز (نوع من أنواع السكريات)، عبر عملية كيميائية تسمى «التحليل المائي».
3. نضيف على السكروز، الخميرة الكفيلة بتحويل السكروز إلى الإثانول، حسب المعادلة التالية: سكروز + خميرة ← إثانول
4. ومن ثم يتم عزل الإثانول من الخليط، عبر عملية التقطير، وأما التخلص من الماء المتبقي فيتم عبر عملية التجفيف، أو عبر زيادة الملح على الخليط، حيث تقوم جزيئات الملح بالتجمع حول جزيئات الماء، وتحبس جزيئات الماء.

في الوقت الحالي، تتركز الأبحاث حول طرق استخراج الإثانول من مصادر أخرى كبقايا الأخشاب أو المحاصيل الزراعية.
المبدأ لا يتغير، عن المذكور سابقا، ولكن الصعوبة تتمثل وتتركز في عملية «التحليل المائي»، وذلك نظرا لصعوبتها وتعقيدها البالغ لدى استعمال بقايا المحاصيل، حيث نضطر للقيام بعدة عمليات تحضيرية قبل الوصول إلى عملية التحليل المائي.

## تلخيص العملية
في هذا الرسم التوضيحي، نفسر كيفية الوصول للإثانول عبر الحبوب (الذرة مثلا)
ذرة أو قمح ← نشاء ← التحليل المائي للنشاء ← السكر ← تخمير السكر ← عملية التقطير ← البيو-إثانول

## هل يمكن تطبيق عملية الاستخراج على نطاق صناعي؟
الجواب هو نعم،
فهذ العملية هي عملية كاملة متكاملة من كافة الصعد، فبقايا عملية الاستخراج يمكن استعمالها كعلف للحيوانات، وبالتالي ليس هنالك بقايا مضرة للطبيعة أو الإنسان على حد سواء من هذه العملية.
و أما تطبيقها على صعيد واسع فهو ممكن جدا وذلك نظرا للأرقام التالية:
هكتار من الحبوب
2.16 طن من البيو-إثانول
3 طن من البقايا التي يمكن استعمالها كطعام للماشية
هكتار من الشمندر
6 طن من البيو-إثانول
3.75 طن من البذور الجافة التي يمكن استعمالها كطعام للماشية

## هل عملية التحويل مضرة للبيئة؟
بالعكس إن هذه العملية، ليس لها أي عامل سلبي على البيئة أو صحة الإنسان، فهي ليست سوى تحويل المصادر الطبيعية إلى الإثانول، المتواجد حولنا في معظم جوانب حياتنا اليومية، من خلال المواد التنظيفية أو الأدوية أو المشروبات الروحية وغيرها...

## ما هي سلبيات العملية؟
إن السلبيات هي بمعظمها، لا بل جميعها سلبيات اقتصادية وهي تتركز بالأمور التالي:
- لما أصبحت الحبوب مصدر للطاقة.. ارتفع سعرها
- ان تزرع لتحرق المحصول أو تعصره لتنتج طاقة بينما هناك الملايين من الناس تموت من الجوع قد اعتبره البعض عن حق «جريمة ضد الإنسانية»
- قد يتحول الكثير من المزارعين عن الزراعات التقليدية إلى الزراعات البديلة للمردود الأربح وتأثير هذا الأمر على المجاعة العالمية والفقر